# マニラ・ライトレール1100形電車
1100形はフィリピンの首都・マニラでライト・レール・トランジット・オーソリティ（Light Rail Transit Authority、LRTA）が運営するマニラ・ライトレール・トランジット・システムで使用される電車の1形式。韓国の鉄道車両メーカーが初めて製造したライトレール（軽電鉄）向け車両（LRV）である。

## 概要
1984年12月から営業運転を開始したフィリピン・マニラの通勤鉄道であるLRT1号線（LRT Line 1）は開通以来利用客が増加し、1994年の段階で1日の利用客は403,000人に達し、従来の連接式電車による2両編成では積み残しが多発し遅延が日常的に発生するなど輸送力が限界に達していた。更にマニラ首都圏における自動車量増加による渋滞や大気汚染により、LRT1号線の重要性は更に増した。そこで、1993年に採択されたフィリピンの国家計画「フィリピン中期開発計画」の元、施設の更新を始めとした輸送力増強プロジェクト（Phase I）を実施が決まり、その一環として輸送力増強用の新型電車を導入する事になった。当初は開業時に導入された第1世代の車両（1000形）を増備する計画であったが、輸送需要が想定を上回る事が確認されたため、新たに4両編成の電車の導入が決定した。これが1100形と呼ばれる車両である。製造は1996年10月28日に受注を獲得した韓国の現代精工（現：現代モービス）とスウェーデンのアドトランツ（電気機器）によって行われた。
最初に導入された1000形は3車体連接車であった一方、1100形は2つの車体を用いた2車体連接車に変更され、これを4両繋いだ4両編成で運行する。そのうち先頭の2両は車体の一方に運転台が設置されている一方、中間の2両には運転台が存在しない。これにより固定軸距や台車間距離が1000形から延長した他、車体幅も拡大したため、導入に際して一部のプラットホームを削る工事が実施されている。
車体はステンレス製で、新造時から冷房装置が屋根上に搭載されている。また主電動機も1000形の直流電動機から交流誘導電動機に改められており、1台車ごとの搭載数も2基に変更されている。制御装置はマニラ・ライトレールの車両で始めてVVVFインバータ制御方式を採用している。

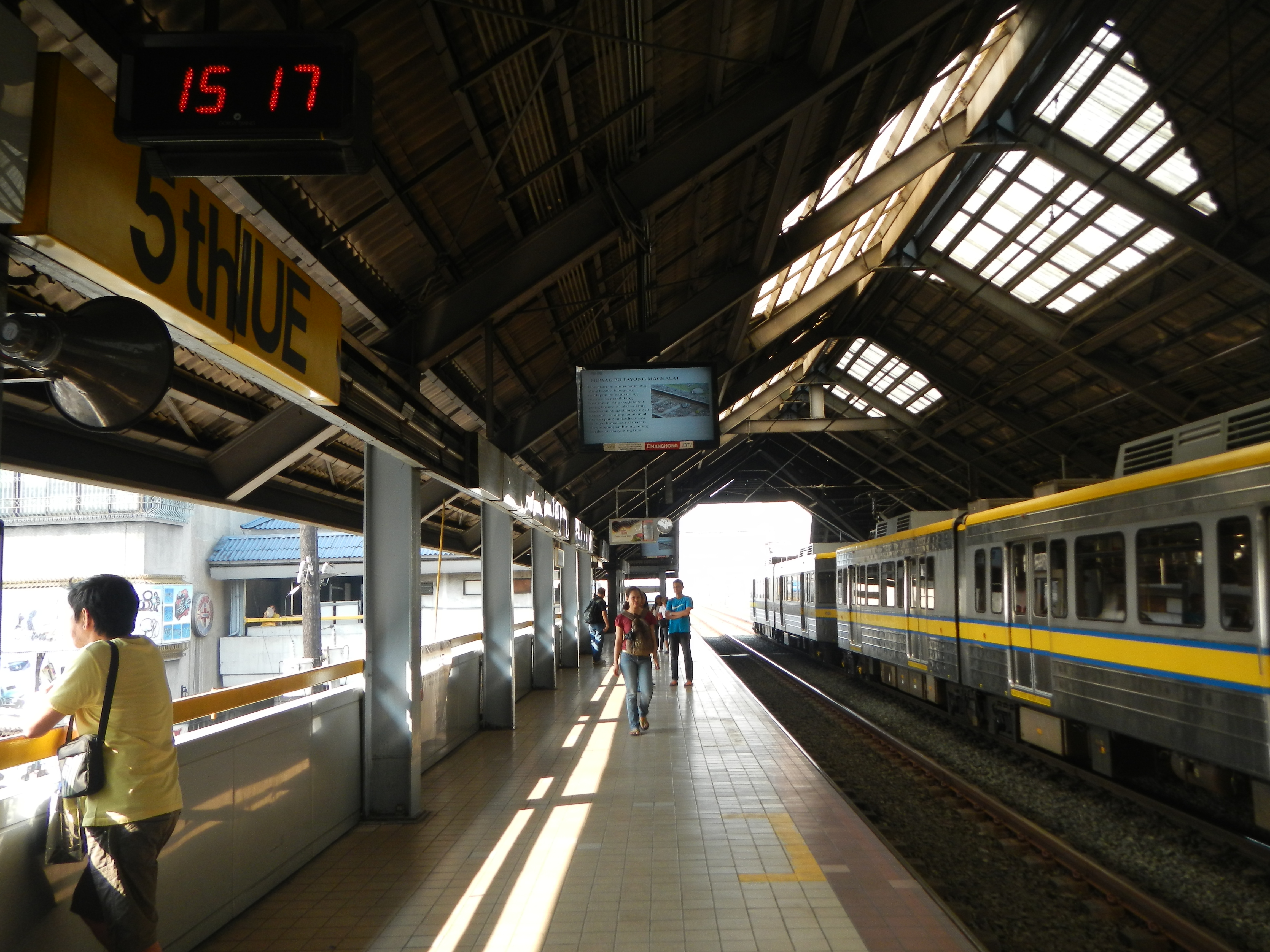
駅に停車中の1100形
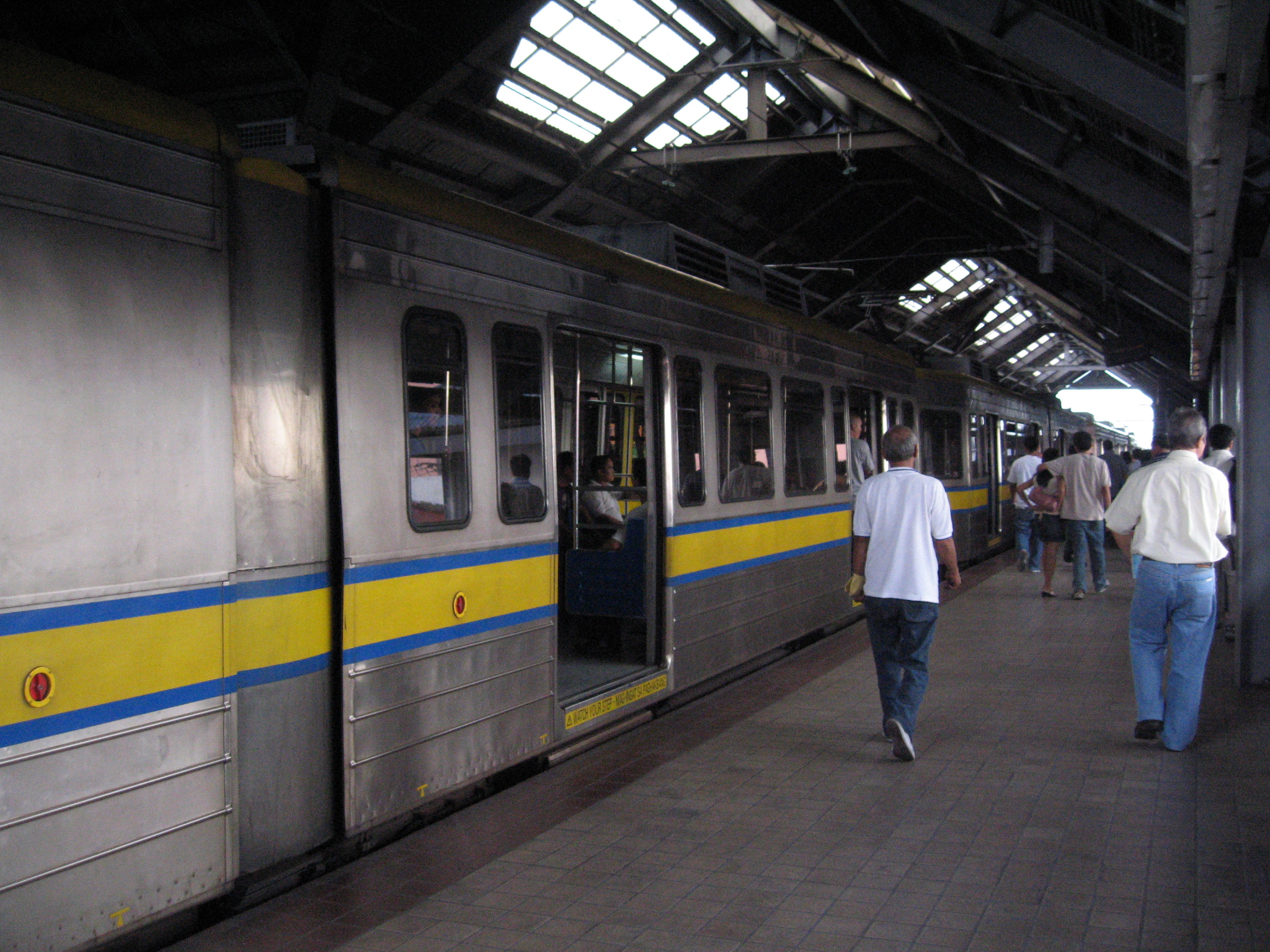
連接面
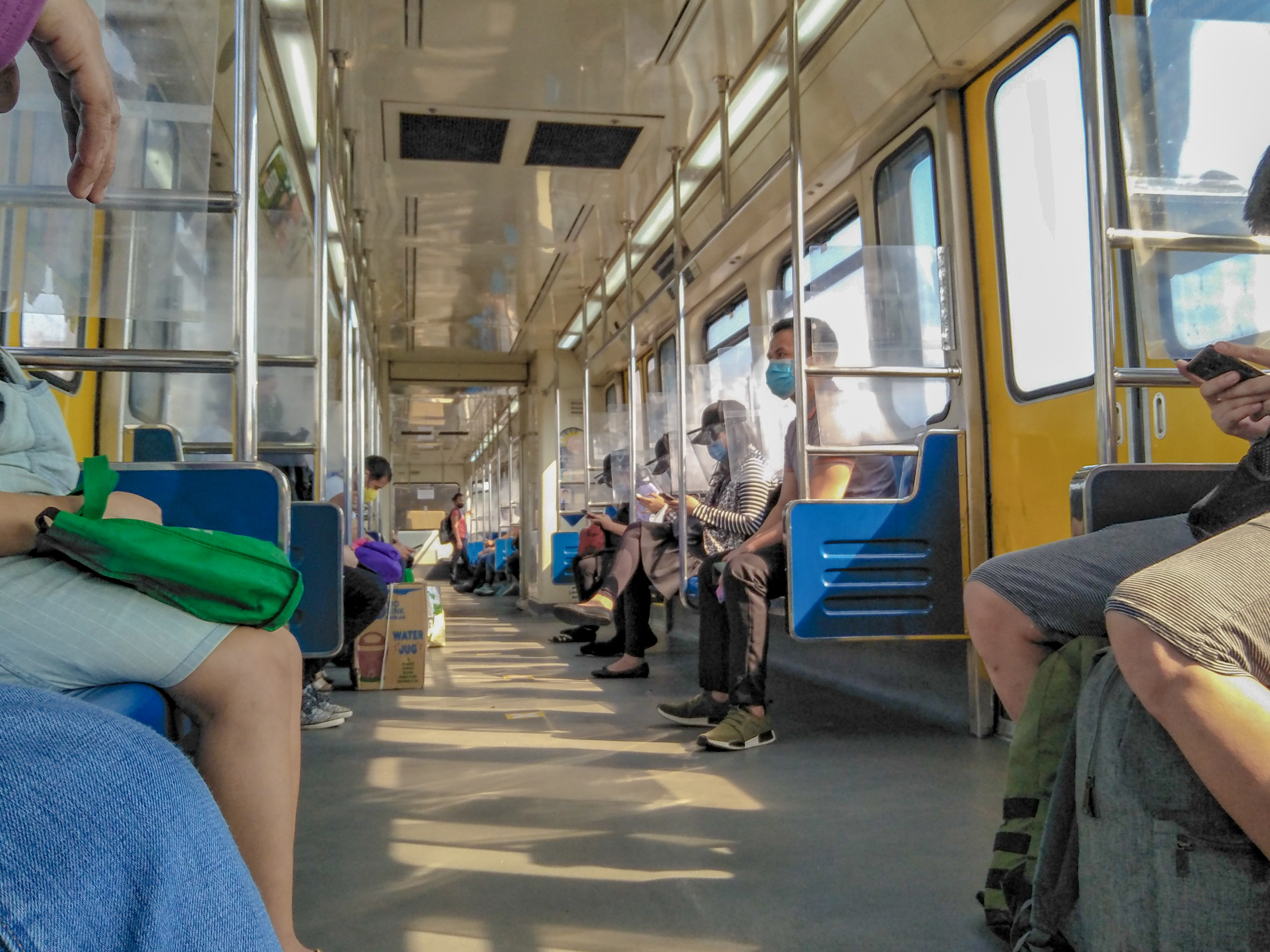
車内

## 運用
輸送力増強プロジェクトに基づき1997年から製造が行われ、1998年12月からマニラへの輸出が始まり、1999年の営業運転開始までに合計28両（4両編成7本）が導入された。だが2001年以降、予備部品の確保が滞った事で運行を離脱する車両が多発し、LRT1号線の運賃値上げも重なり2005年まで利用客が減少する事態に繋がった。2004年以降予備部品の供給状況に改善が見られたものの、2013年の時点でも14両が部品不足により走行不能の状態となっていた事に加え、2両が事故により運行を離脱している事が報告されていた。
その後、2018年にはオーストリアに本社を置くフォイト・デジタル・ソリューションズ（Voith Digital Solutions）が、制御装置や主電動機、主要回路の交換や自動診断の結果を表示するディスプレイの追加などの更新工事を受注し、2019年から2020年まで実施されている。これにより、車両の延命に加えて1100形の運用復帰によるLRT1号線の輸送力増強が図られている。

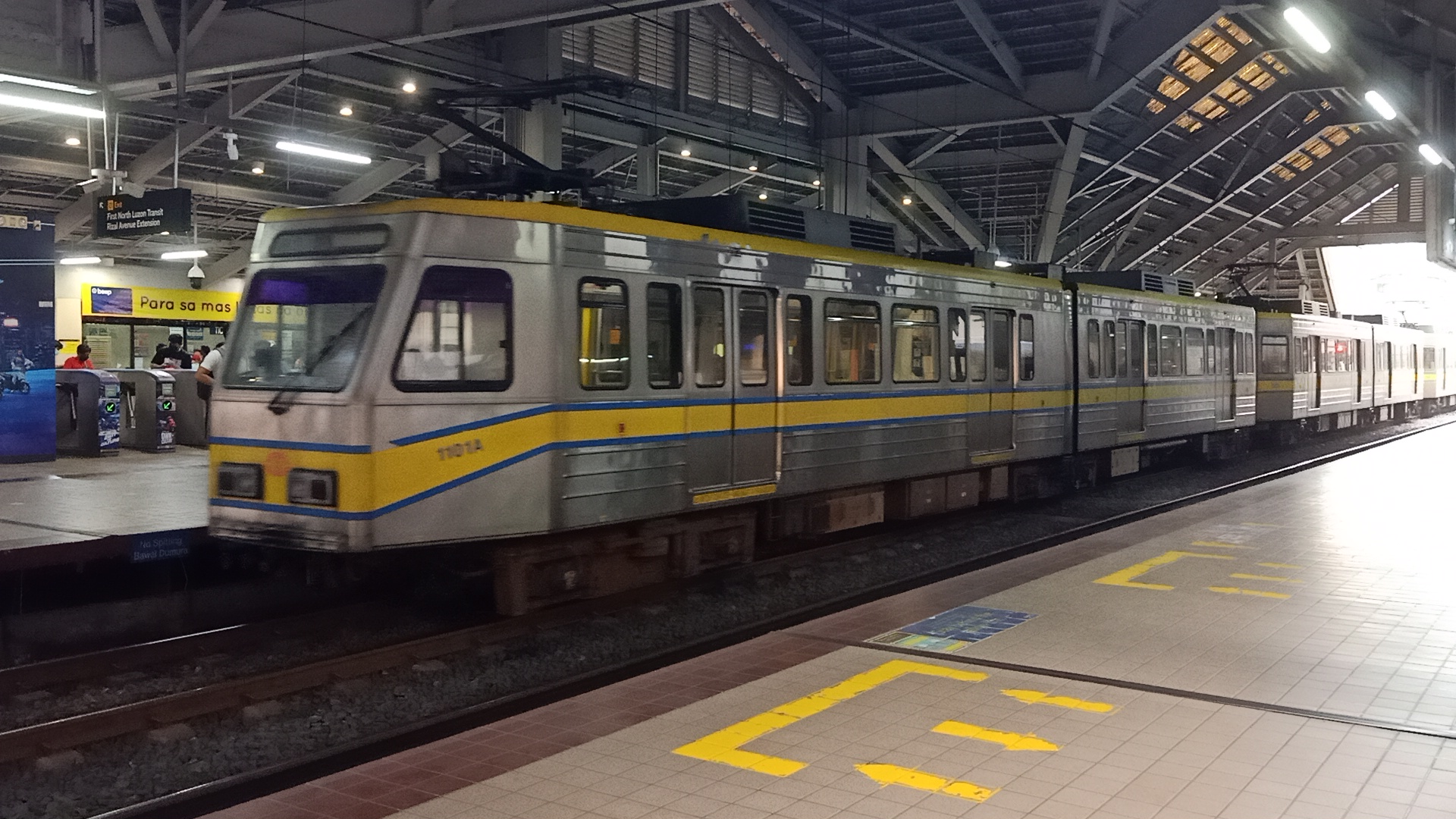
更新工事後の1100形（2021年撮影）

## 関連項目

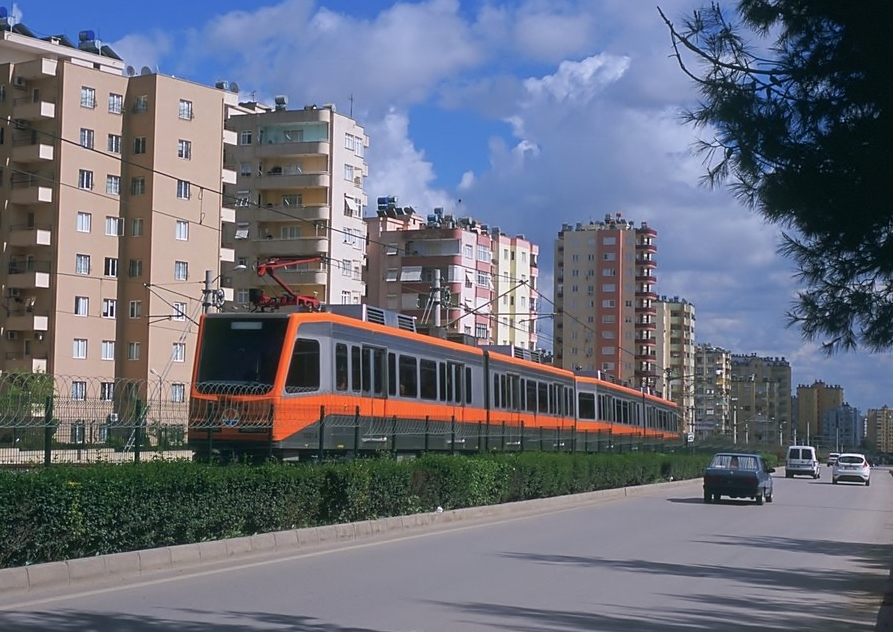
アダナ地下鉄向け車両（2011年撮影）
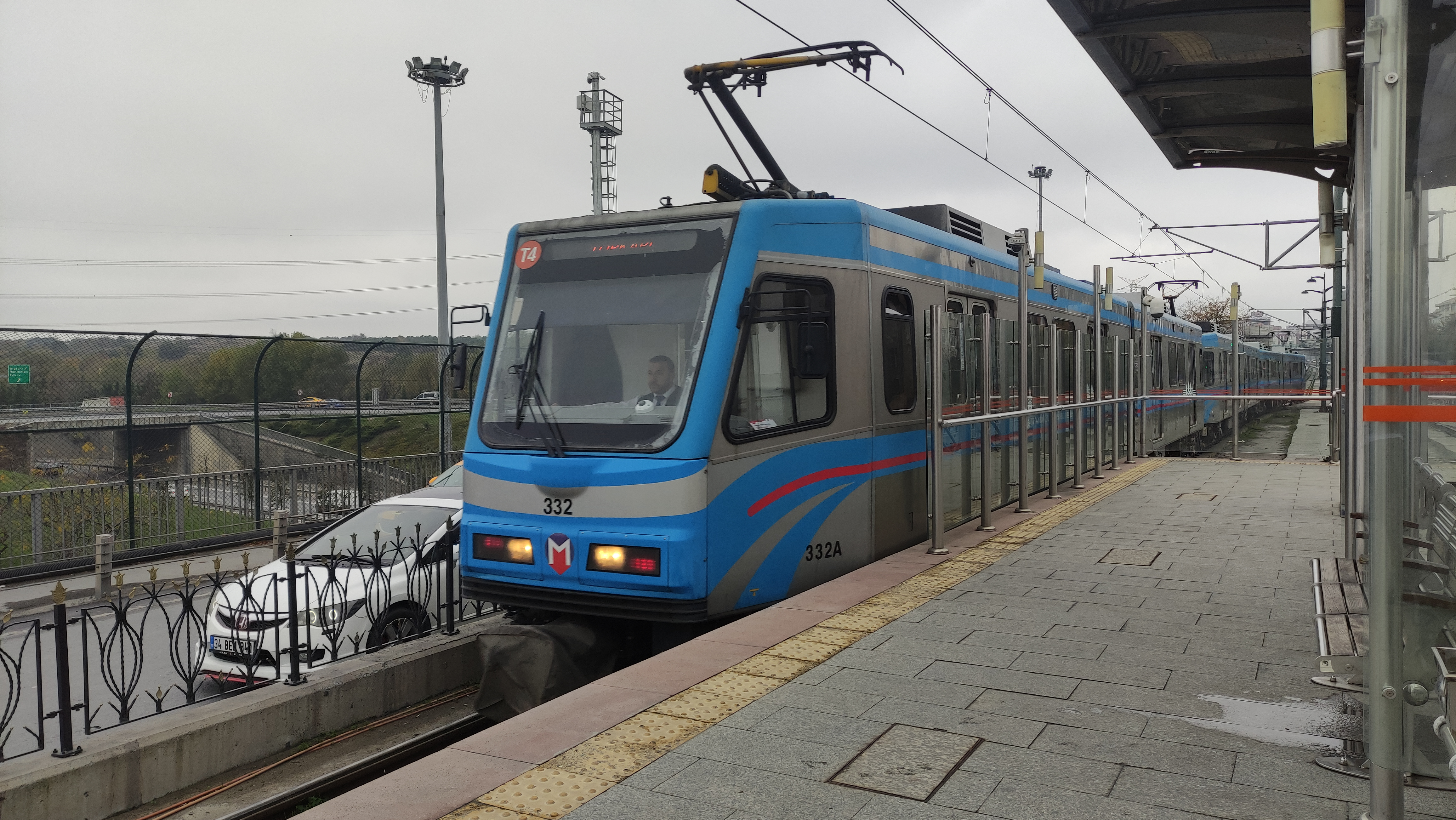
イスタンブール・トラム向け車両（2021年撮影）